# Pfarrkirche St. Stefan am Krappfeld

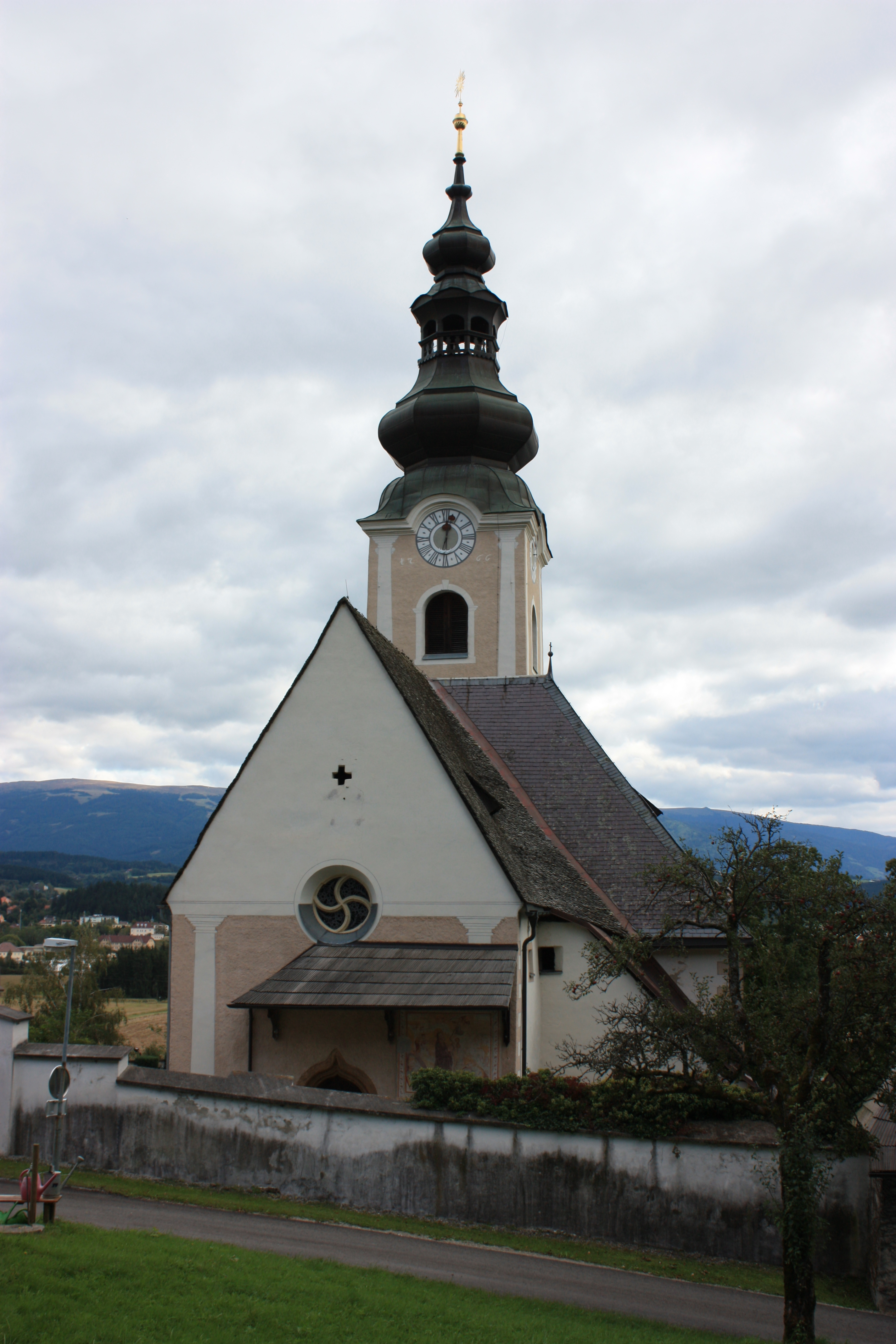
Pfarrkirche St. Stefan am Krappfeld

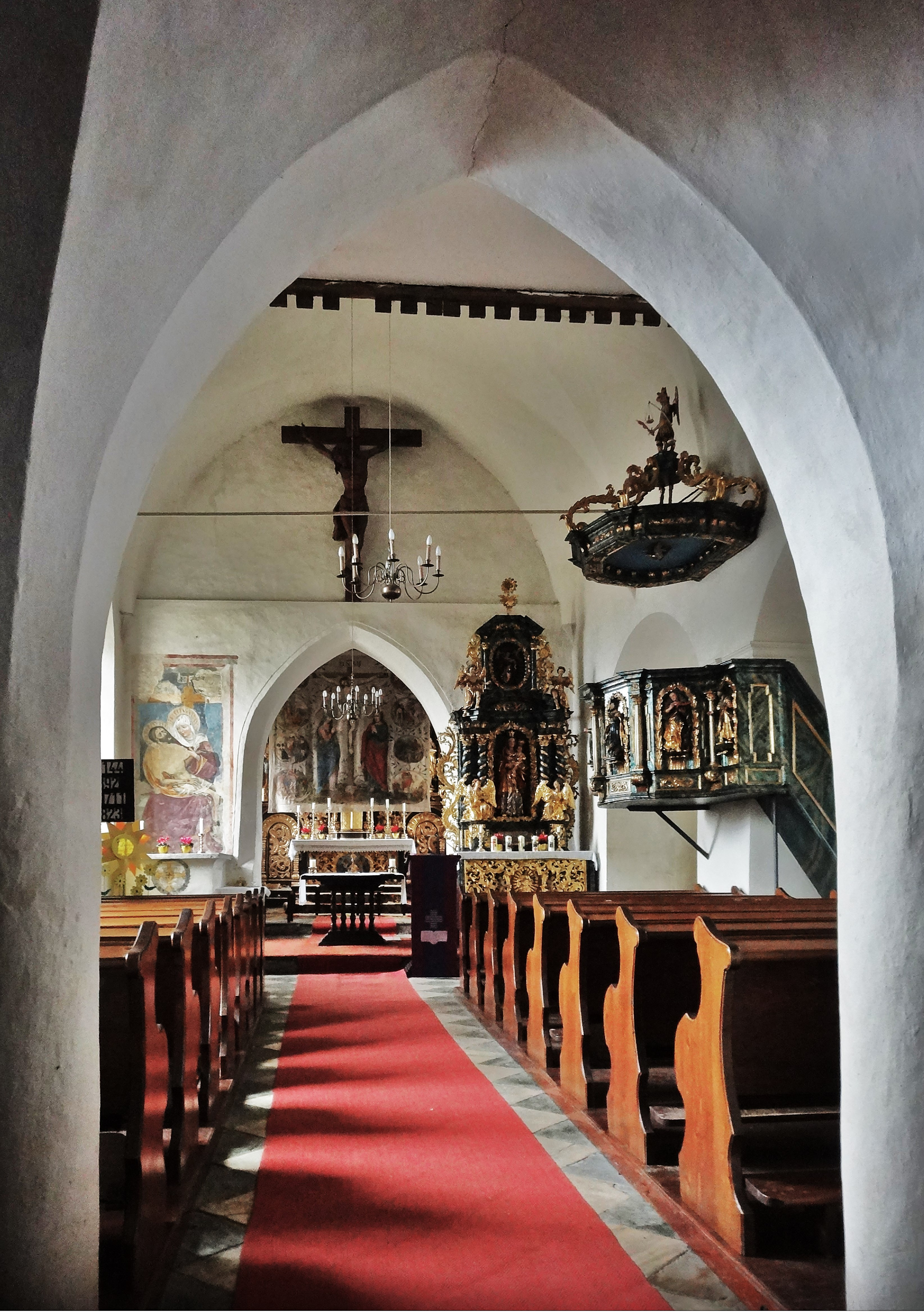
Innenansicht

Die römisch-katholische Pfarrkirche St. Stefan am Krappfeld in der Gemeinde Mölbling wurde 1131 erstmals urkundlich genannt. Die ehemalige Wehrkirche wurde 1478 von den Türken belagert und 1480 von den Ungarn eingenommen. Die wehrhafte Friedhofsmauer wurde 1858 abgetragen und durch eine niedrigere ersetzt.

## Baubeschreibung
Das Gotteshaus ist eine um 1200 errichtete romanische Chorturmkirche. Das Langhaus wurde im 16. Jahrhundert verlängert. Südlich des Chorquadrats wurde die Sakristei angebaut. Im Barock wurde an der Südseite eine Kapelle errichtet und die Fassaden mit Putzpilastern neu gestaltet. Im 19. Jahrhundert erhielt die Kirche ein südliches Seitenschiff. Alle Fenster bis auf das östliche Chorfenster wurden neugotisch umgestaltet.
Der mächtige Chorturm wurde mehrmals erhöht. Die Schallfenster in den romanischen und gotischen Glockengeschoßen wurden vermauert. Heute besitzt der Turm im fünften Geschoß rundbogige, barocke Schallfenster. Er und wird von einem Zwiebelhelm von 1766 bekrönt. Die älteste Glocke wurde 1435 gegossen. 1993/94 legte man an der Westfassade ein spätgotisches Ölbergfresko frei. Neben dem Kielbogenportal ist ein romanisches Flechtbandkapitell eingemauert.
Nach dem Brand von 1765 erhielt das ursprünglich flach gedeckte Langhaus eine Stichkappentonne auf Konsolen. Die dreiachsige Steinempore ist kreuzgratunterwölbt und besitzt eine Holzbrüstung über spitzbogigen Arkaden. Der eingezogene, romanische Triumphbogen wurde an den Kanten gotisch abgefast. Im kreuzgratgewölbten Chorquadrat befindet sich eine spätgotische Sakramentsnische, die von gedrehten Säulchen und Fialen gerahmt wird. 1989 wurden an der Triumphbogenwand gotische Fresken freigelegt. An der Nordseite ist eine um 1425 gemalte Pietà zu sehen, an der Südseite eine heilige Kümmernis.

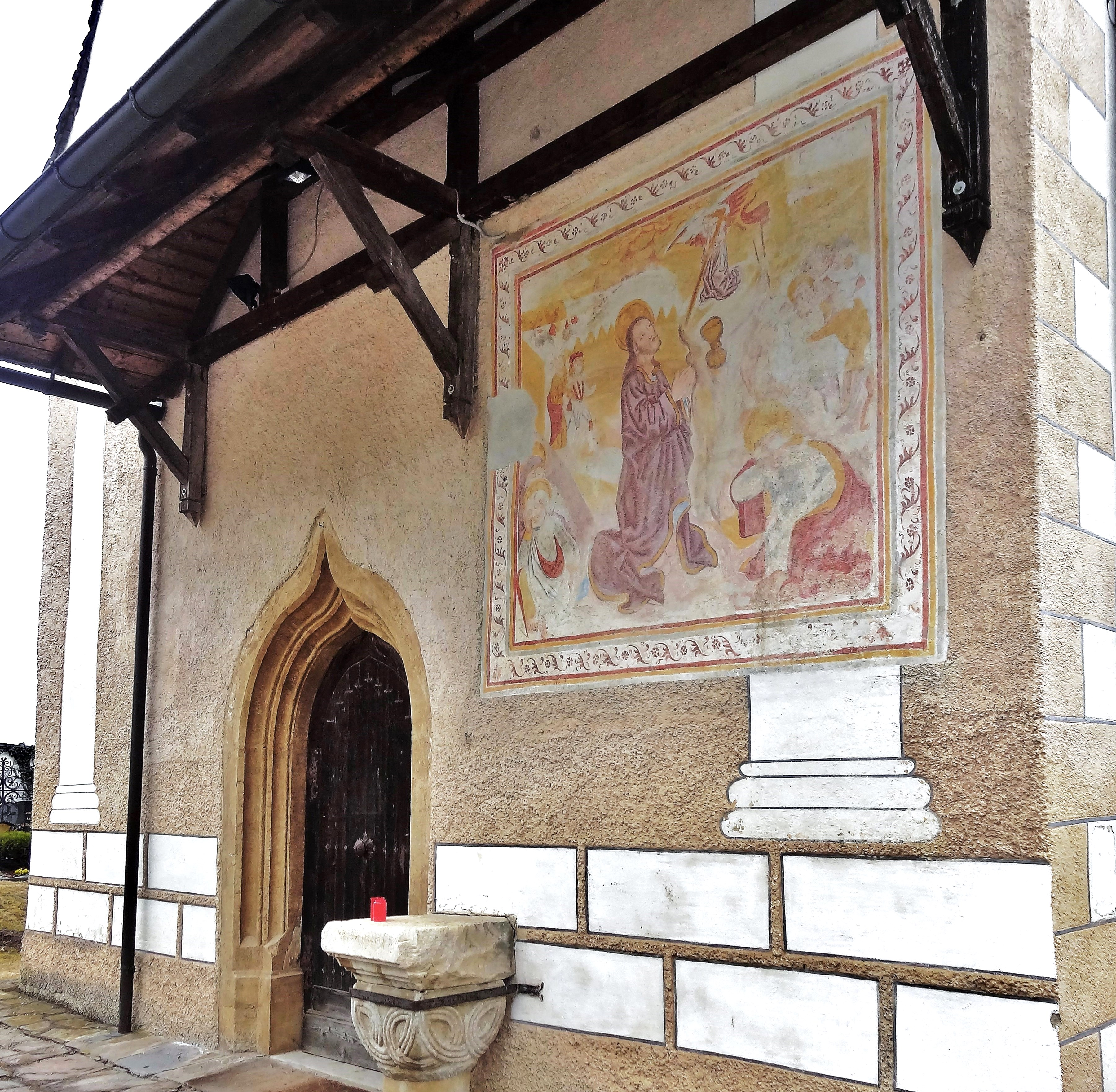
Portal und Ölbergfresko
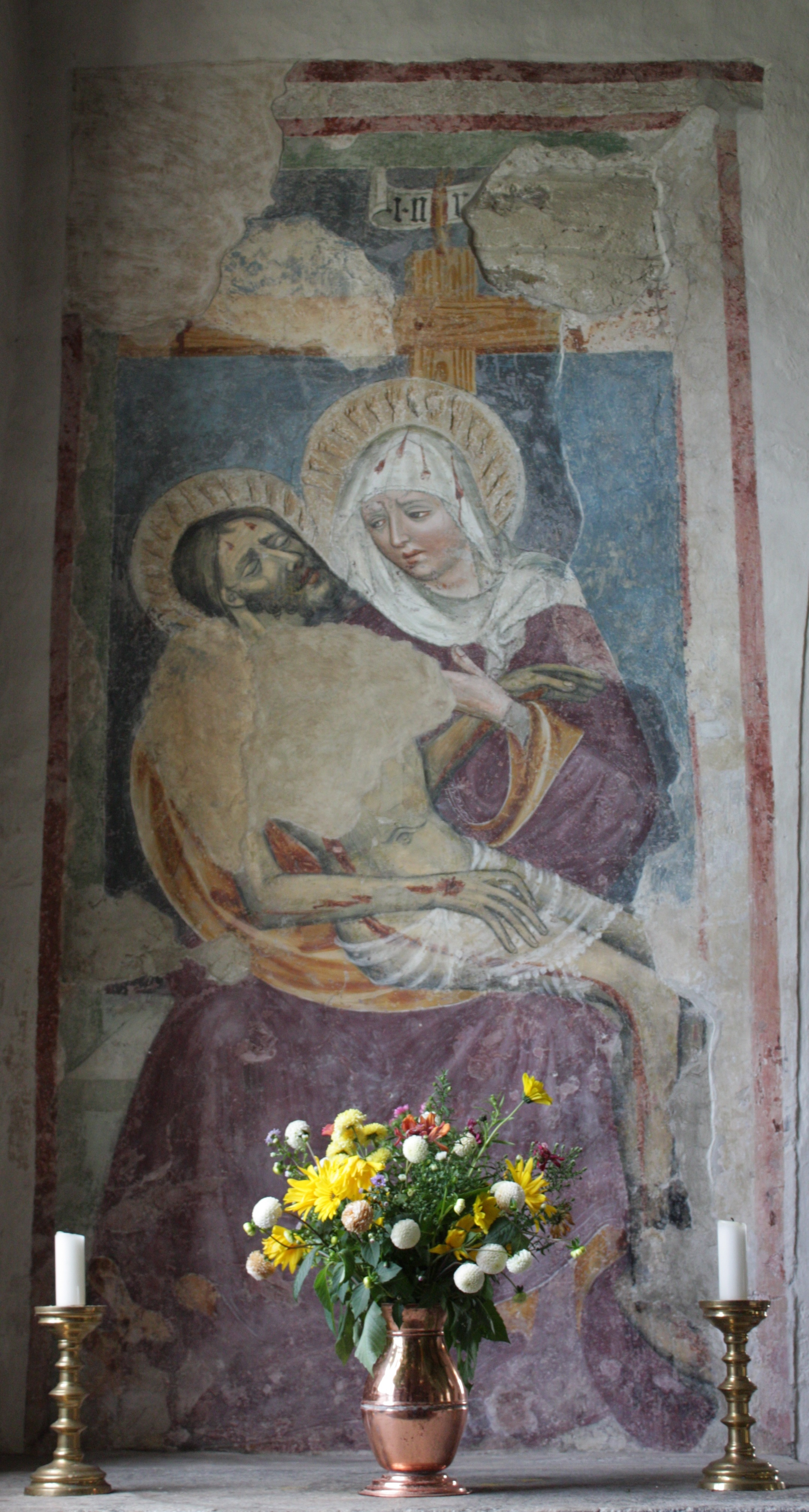
Pietà

## Einrichtung

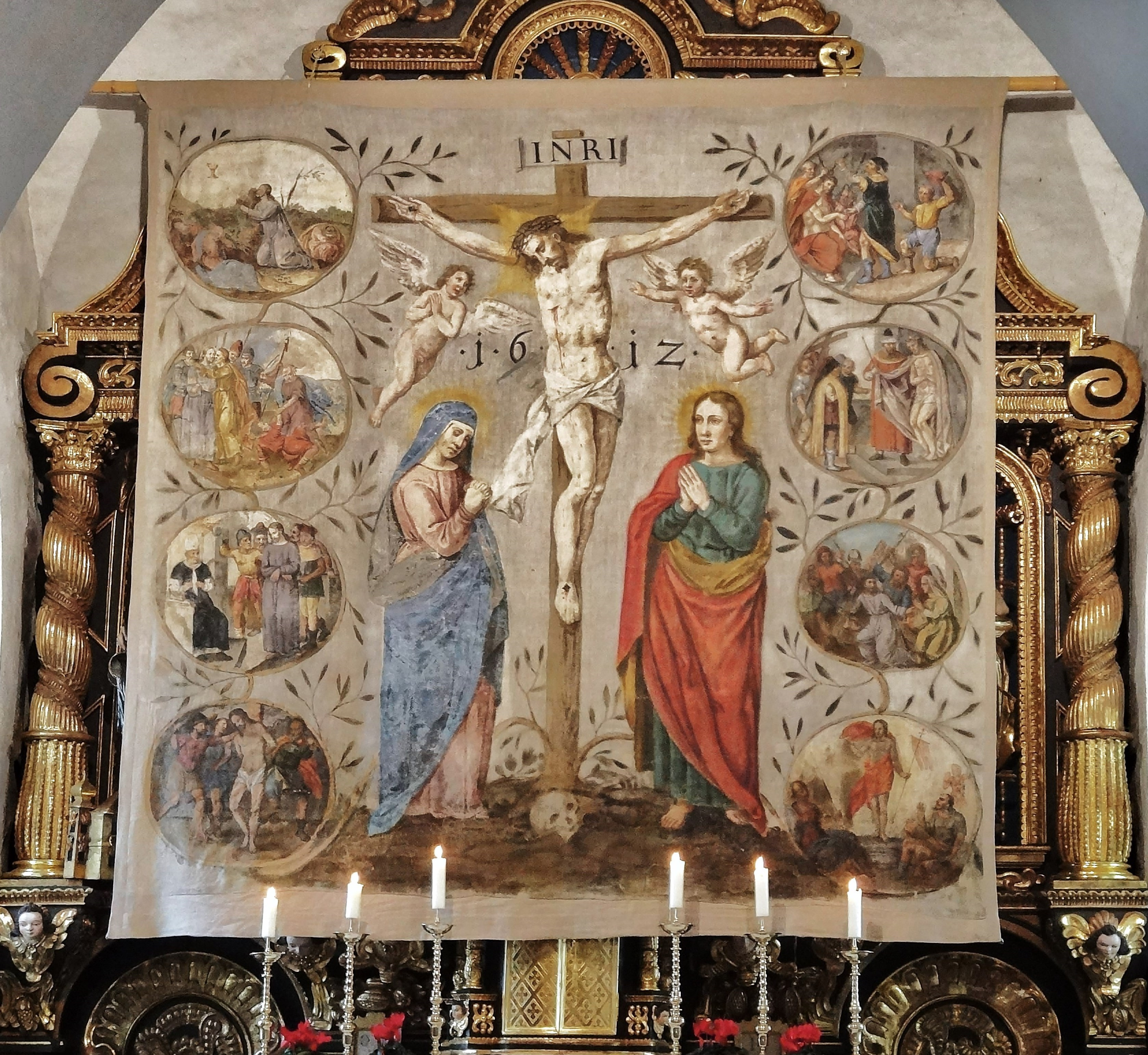
Das Fastentuch von St. Stephan am Krappfeld

Der um 1640 gefertigte, frühbarocke Hochaltar mit Nischen zwischen gedrehten, kannelierten und mit Knorpelwerk besetzten Säulen, einem ebensolchen Aufsatz und Knorpelwerk geschmückten Opfergangstüren birgt im Hauptgeschoß die Figuren der heiligen Florian, Stephanus und Sebastian sowie im Aufsatz eine Verkündigungsgruppe, flankiert von den Heiligen Barbara und Margaretha. Das um 1720/1730 geschnitzte Relief des Antependiums zeigt die Steinigung des heiligen Stephanus. Die Kirche besitzt ein 1612 entstandenes Fastentuch des Zentral-Typs mit acht um eine zentrale Kreuzigungsgruppe angeordneten Passionsszenen in Rundmedaillons.  
Als linker Seitenaltar dient ein gemauerter kubischer Altartisch mit Steinplatte vor dem gotischen Fresko einer Pietà (siehe oben). Im Antependium ist ein Weihekreuz gemalt.
Der rechte Seitenaltar wurde 1707 von Joannes Jakobus Marcelus Senge gefasst und birgt im Schrein eine Muttergottes.
Der Altar der Seitenkapelle entstand um 1670/1680 und stellt im Mittelbild die heilige Barbara dar. Weiters stehen die Skulpturen der heiligen Katharina und Rosalia am Altar.
Die um 1700 gefertigte Kanzel trägt am Kanzelkorb die Skulpturen der vier Evangelisten und am Schalldeckel die des Erzengels Michael.
Das Gemälde der Heiligen Cosmas und Damian vor der Madonna aus der ersten Hälfte des 18. Jahrhunderts stammt ursprünglich aus der Filialkirche St. Kosmas. Das Kruzifix über dem Triumphbogen schnitzte 1955 Hans Domenig. Die intarsierten Kirchenbänke sind mit „1745 AKUT“ bezeichnet.

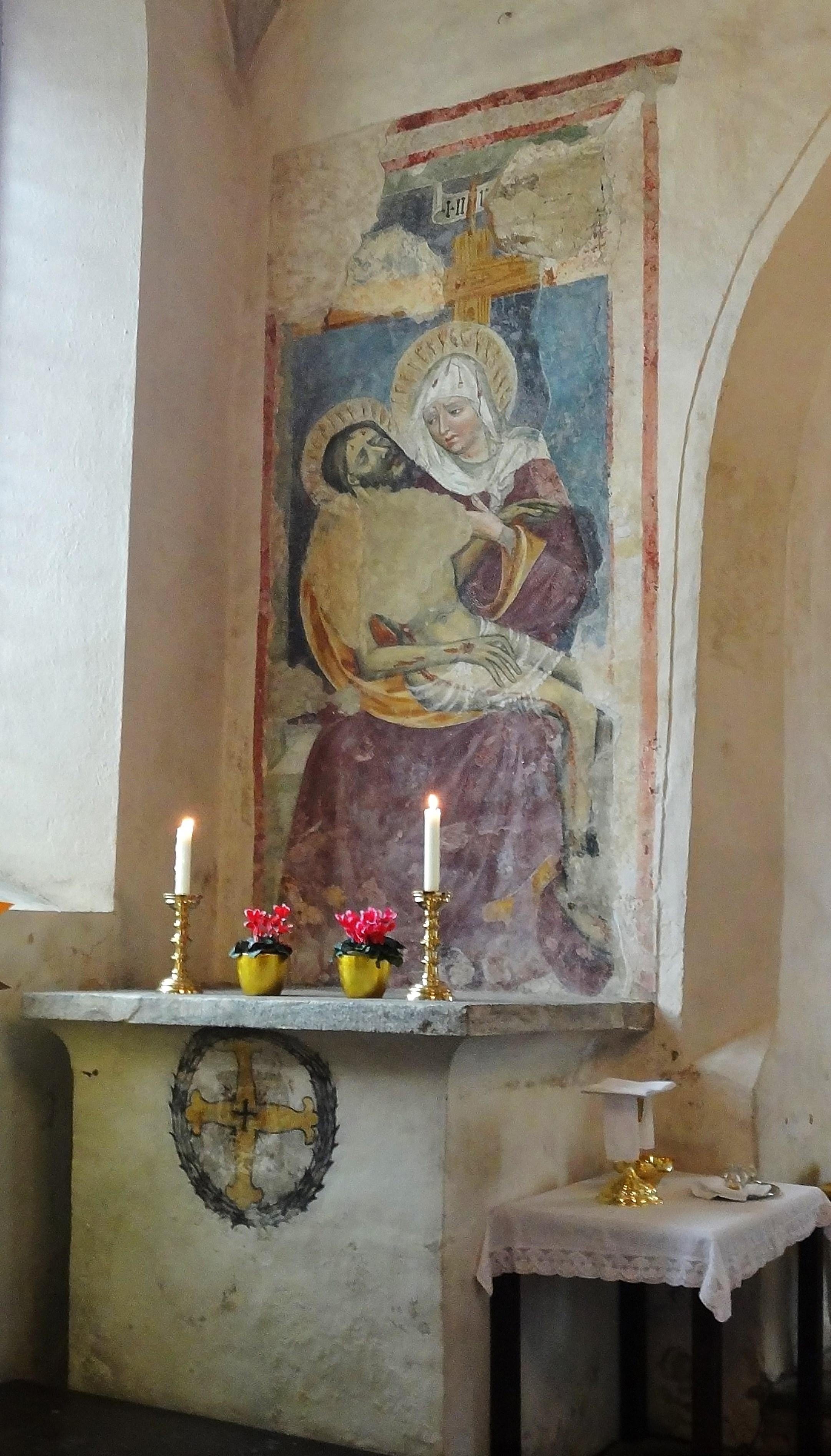
Der linke Seitenaltar
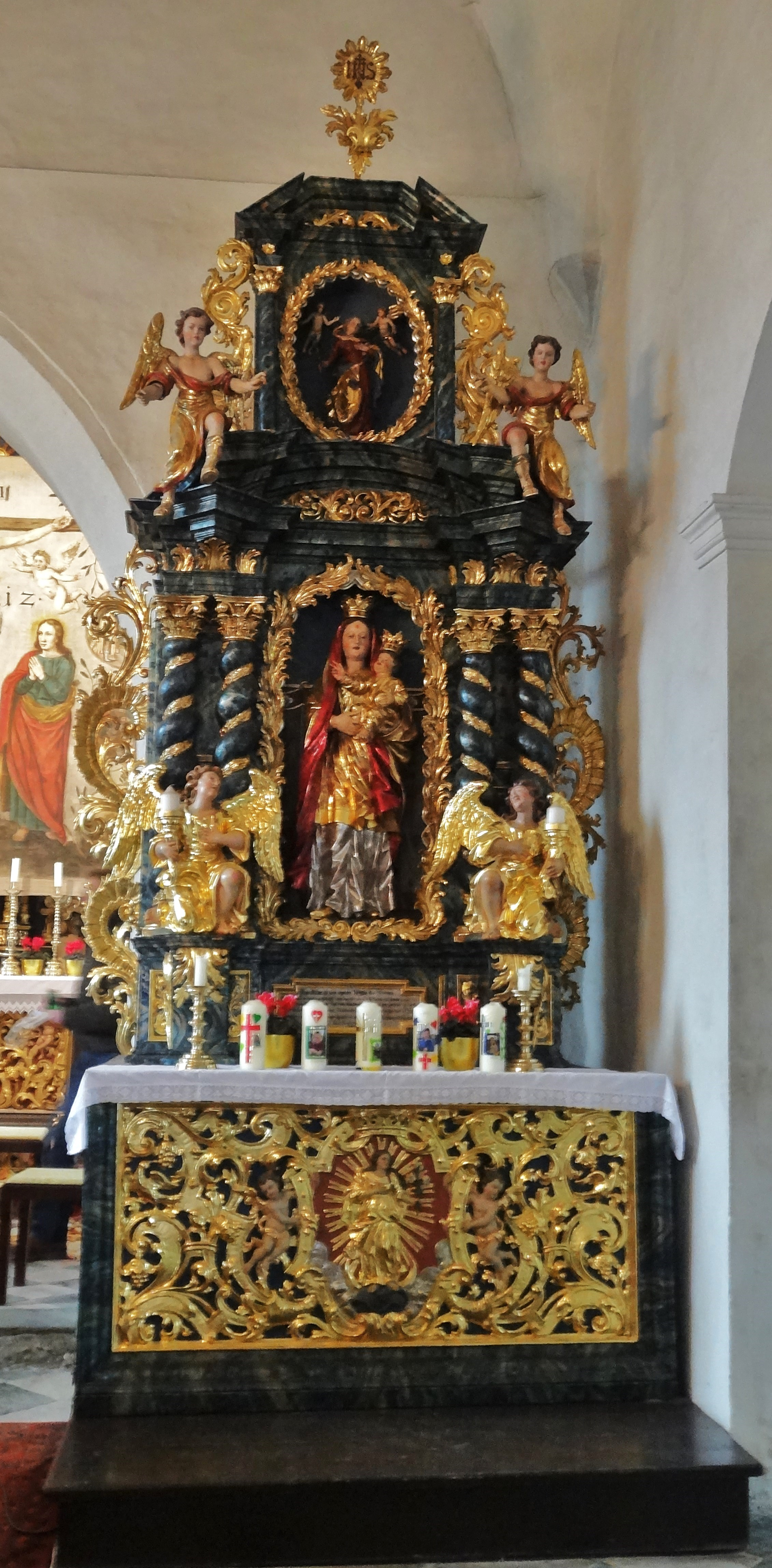
Der rechte Seitenaltar
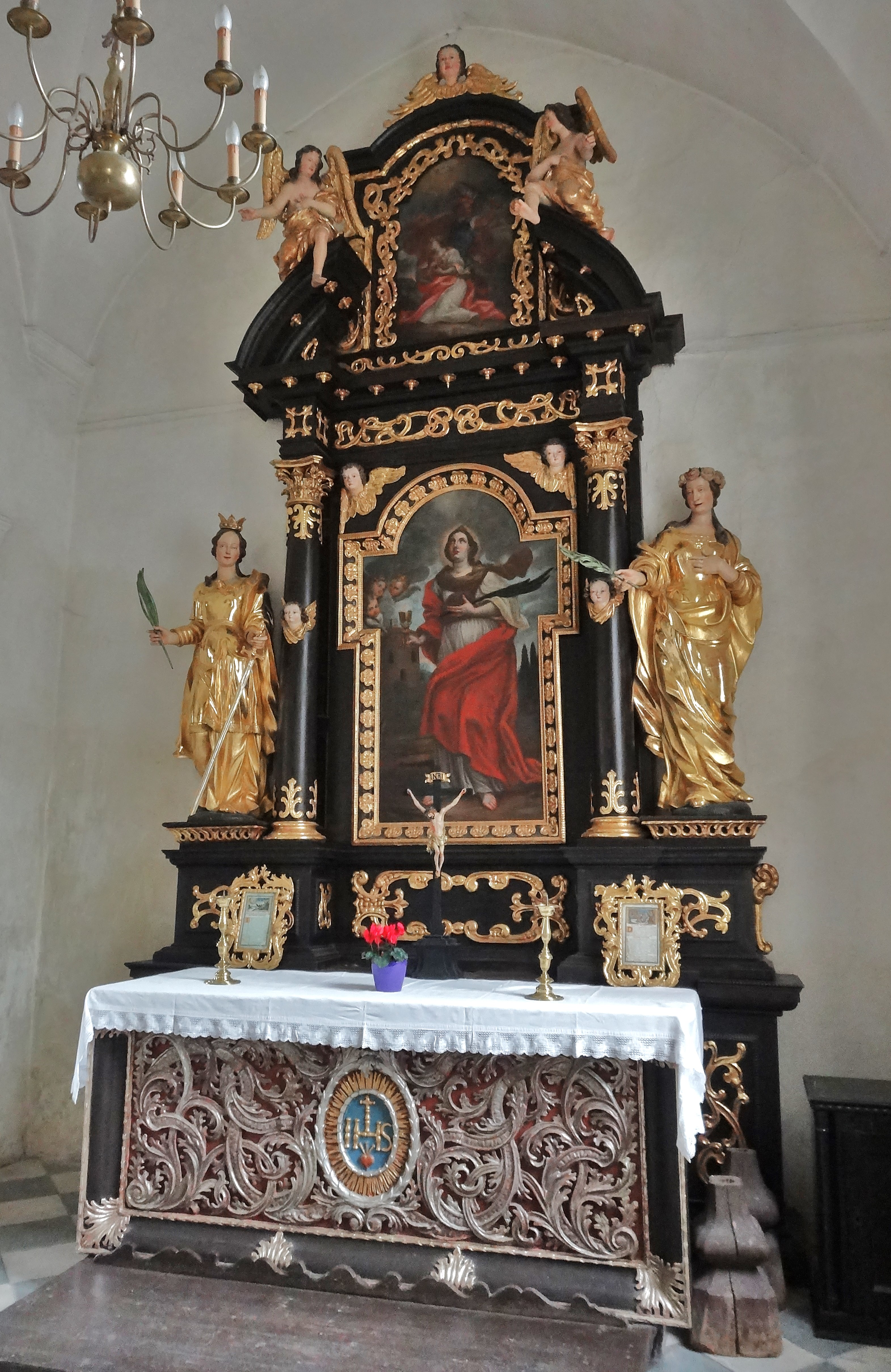
Altar der Seitenkapelle